# Święty Jerzy i smok (obraz Paola Uccella)
Święty Jerzy i smok – obraz olejny namalowany przez włoskiego malarza Paola Uccella w 1470, znajdujący się w zbiorach National Gallery w Londynie. Obraz przedstawia dwa epizody z opowieści o świętym Jerzym: pokonanie przez niego smoka, który terroryzował miasto Silene i ocaloną księżniczkę Sabrę, która przyprowadziła smoka na smyczy przypiętej do pasa.

## Opis obrazu
Na niebie po prawej gromadzi się burza. Oko burzy „współgra” z lancą świętego Jerzego, sugerując, że interwencja boska pomogła mu zwyciężyć. Święty rycerz jest przedstawiony w pełnej zbroi płytowej, ale w otwartym hełmie, z odsłoniętą twarzą. Uccello używa lancy do podkreślenia kąta, z którego święty Jerzy atakuje smoka, pomagając widzowi w ustaleniu trójwymiarowej przestrzeni. Dziwne plamy na trawie ilustrują obsesyjną obawę Uccella z perspektywą linearną i jego skłonność do tworzenia dekoracyjnego wzoru.
Opowieść pochodzi ze Złotej legendy – popularnego zbioru żywotów świętych napisanego w XIII wieku przez włoskiego pisarza Jakuba de Voragine. Wcześniejsza mniej dramatyczna wersja tego samego tematu Paola Uccella znajduje się w Musée Jacquemart-André w Paryżu.